# Doudou Gouirand

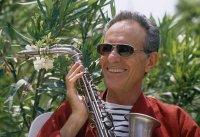
Doudou Gouirand

Doudou Gouirand (eigentlich Gérard Gouirand, * 28. April 1940 in Nizza) ist ein französischer Jazzsaxophonist.
Gouirand war Schüler von Don Cherry, mit dem er in Schweden und später ganz Europa auftrat und bei dem er Musiker wie Johnny M’Bizo Dyani, Okay Temiz, Trilok Gurtu, Djaya-Deva, Palle Danielsson und Bobo Stenson kennenlernte.
Ende der 1970er Jahre kehrte er nach Frankreich zurück und arbeitete dort zunächst mit Okay Temiz’ Oriental Wind und der brasilianischen Gruppe Teca & Ricard zusammen. Seit Anfang der 1980er Jahre komponierte er und veröffentlichte mit der eigenen Band World Music Company seine ersten Alben als Bandleader.
Zwischen 1996 und 1998 tourte Gouirand mit dem Trio Third Dimension (mit Mal Waldron und Jeanne Lee) durch Frankreich und die Schweiz. Weiterhin leitete er mit Gérard Pansanel ein Projekt zur Musik des Filmkomponisten Nino Rota, führte lappländische Musik mit der Sängerin Inga Yuuso auf, Les Saisons du Paradis nach Texten von Jean Giono und das Bühnenprojekt Associated Improvisers Garrigues-Sahel, bei dem traditionelle afrikanische auf französische Improvisationsmusik traf.

## Diskographie
- Islands mit Chris McGregor, Michel Benita, Jean-Claude Montredon, Lelle Kullgren, 1981
- Mouvements naturels mit Johnny M’Bizo Dyani, Pierre Dørge, Chris McGregor, Michel Benita, Jean-Claude Montredon, Merzak Mouthana,  1982
- Chanting & Dancing – Live at Zürich Jazz Festival mit Johnny M’Bizo Dyani, Pierre Dørge, Sangoma Everett, Cheikh Tidiane Fall, 1985
- Space mit Mal Waldron, Michel Marre, 1985
- Forgotten Tales mit Don Cherry, Pierre Dørge, Michel Marre, Gérard Pansanel, Antonello Salis, Sangoma Everett, Andy McKee, Cheikh Tidiane Fall, Christian Lavigne, 1986
- La nuit de Wounded Knee mit Bobo Stenson, Palle Danielsson, Aldo Romano, 1990
- Orchestra Improvista Nino Rota… Fellini mit Gérard Pansanel und Michel Marre, Yves Robert, Michel Godard, Antonello Salis, Jean-Jacques Avenel, Joël Allouche, 1995
- Le matin d’un fauve mit Mal Waldron, Michel Marre, 1995
- Passages mit Rita Marcotulli, Jean-Jacques Avenel, Joël Allouche, Kevin Davy, Élise Caron, 1999
- Les Racines du Ciel mit Cheikh Tidiane Seck, Baptiste Trotignon, Gérard Pansanel, Hadja Kouyate, Ali Boulo Santo, Moriba Koita, Ali Wague, Sangoma Everett, Jean-Jacques Avenel, Kevin Davy, Yakhouba Sissoko, Pibo Marquez, Pinise Saul, 2002
- Mythologies mit Brigitte Manon, 2006
- Boleros, mit Yaima Tellez, Miguelito, Reynier Silegas, Michel Marre, Hermes Martinez Llosas, Raul Enriquez Serrano, Angel Martin, Bernardino Danger, Joël Allouche, Orwin Galan Ruiz, Salvello, Santiago Reyes Miranda, Yvan Acosta Ochoa, Alexi Choven, Abel Aranda, Palacio, Philippe Rubens, Frédérique Genvrin, Marie-Pierre Jeandron, 2007